# Pablo García Fernández (político)
Pablo García Fernández (San Martín del Rey Aurelio, Principado de Asturias, 7 de febrero de 1934) es un político socialista español que ha ocupado diversos cargos de relevancia en la Federación Socialista Asturiana (FSA-PSOE) y en el Senado de España.
Militante socialista desde su juventud, García Fernández se convirtió en una figura clave del activismo clandestino contra la dictadura franquista en Asturias. Tras la Transición Democrática, ocupó el cargo de alcalde de Laviana entre 1979 y 1983, y fue elegido senador por el Principado de Asturias en cinco legislaturas consecutivas (1983-1999).
Presidente de la Fundación José Barreiro desde su creación en 1985 hasta 2023, García Fernández ha sido reconocido por su labor en la defensa de la memoria histórica y la promoción de los valores socialistas. En el año 2000, fue nombrado presidente de honor de la Agrupación Socialista de Laviana, y en 2012, fue elegido presidente de la FSA-PSOE, cargo que ocupó como tal hasta 2017; actualmente y desde ese año, ostenta el título de presidente de honor vitalicio de la FSA-PSOE y de la Fundación José Barreiro.

## Biografía

### Nacimiento y familia
Pablo García Fernández nació el 7 de febrero de 1934 en San Martín del Rey Aurelio, Asturias, España. Provenía de una familia profundamente comprometida con el socialismo. Su padre, José, era minero y militante de la UGT y del PSOE, mientras que su madre, María Fernández Rozada, era carbonera y también militante de las mismas organizaciones.

### Primeros años y Guerra Civil Española
La infancia de Pablo estuvo marcada por la dura realidad de la vida minera y el compromiso político de sus padres. Los vagos recuerdos de su niñez se ven ensombrecidos por el estallido de la Guerra Civil Española en 1936. Si bien no conserva muchos detalles de la contienda, sí tiene grabadas en su memoria la huida de su padre al monte tras el final de la guerra, su detención en el domicilio familiar y su posterior encarcelamiento hasta su fallecimiento por enfermedad.

### La posguerra y el compromiso socialista
Los años de la posguerra fueron especialmente difíciles para la familia García. A pesar de las privaciones y el clima de represión, María Fernández Rozada, a quien su hijo definía como una "socialista de raíz" y una "madre gorkiana", brindó refugio y apoyo a los guerrilleros que se escondían en las montañas.

### La zapatería de Barredos: Un centro de activismo socialista
A finales de 1948, la familia García se trasladó a Pola de Laviana. Allí, Pablo estableció una zapatería en la localidad de Barredos, que no tardó en convertirse en un epicentro del activismo socialista en la zona.
En la trastienda del local, Pablo García habilitó una biblioteca clandestina, un almacén de pasquines y una pequeña imprenta donde se confeccionaban los periódicos "Adelante" y "Avance".

### Incorporación a la FSA-PSOE y lucha antifranquista
En 1969, Pablo García se incorporó al Comité Provincial de la FSA-PSOE como vicesecretario. Su compromiso con la causa socialista lo llevó a convertirse en uno de los principales organizadores de las actividades clandestinas del partido en Asturias. 

### Contacto con líderes socialistas y organización de eventos
Pablo desempeñó un papel crucial en la organización de los cursos sobre socialismo que se celebraban en la sierra de Peña Mayor y en las concentraciones del puerto de Tarna. Estos eventos servían como punto de encuentro para líderes socialistas como Nicolás Redondo, Pablo Castellanos, Luis Yáñez, Alfonso Guerra y Felipe González, quienes acudían a Asturias desde finales de la década de 1960.

### Viajes a Francia y conexión con el socialismo exiliado
Consciente de la importancia de mantener contacto con el socialismo exiliado, Pablo García realizó diversos viajes a Francia para reunirse con dirigentes como José Barreiro y José Mata. También mantuvo correspondencia con Purificación Tomás y Rafael Fernández, quienes regresaban desde México para participar en los encuentros socialistas.

### Congreso del PSOE en Suresnes y la UGT
Pablo García, conocido como “Paulino” o "Donorino" en la clandestinidad, participó activamente en el movimiento renovador del PSOE que culminó con el histórico Congreso de Suresnes en octubre de 1974. Tras el congreso, formó parte de la Comisión Ejecutiva de la UGT, con Nicolás Redondo como primer secretario, elegida en el XII Congreso en el Exilio celebrado en agosto de 1973.

### Transición democrática y cargos políticos
Con la llegada de la democracia, Pablo García se convirtió en una figura clave en la política asturiana. Tras las primeras elecciones municipales democráticas en 1979, fue elegido alcalde de Laviana, cargo que ocupó hasta 1983. Posteriormente, fue concejal del Ayuntamiento de Laviana entre 1987 y 1991. 

### Senador y presidente de la Fundación José Barreiro
En 1983, Pablo García fue designado senador por el Principado de Asturias, cargo que desempeñó durante cinco legislaturas consecutivas, hasta 1999. Además, fue presidente de la Fundación José Barreiro, institución dedicada al estudio, documentación y difusión de la historia del socialismo asturiano, desde su creación en 1985 hasta febrero de 2023.
A lo largo de su trayectoria, Pablo García ha recibido numerosos reconocimientos por su dedicación a la lucha por la justicia social y la libertad. En el año 2000, la Agrupación Socialista de Laviana le otorgó el título de presidente de honor, y en 2012 fue elegido presidente de la Comisión Ejecutiva Autonómica de la Federación Socialista Asturiana.En el 32 congreso de la FSA-PSOE fue nombrado, a propuesta de Adrián Barbón, Presidente de Honor vitalicio de la Federación Socialista Asturiana, en reconocimiento a su trayectoria y su magisterio como referente socialista y luchador contra la dictadura.
Desde el año 2019, la Casa del Pueblo de Pola de Laviana lleva su nombre, coincidiendo con su 85 cumpleaños.

## Reconocimientos
El 19 de enero de 2024, el Consejo de Gobierno anunció la concesión de la Medalla de Asturias a Pablo García Fernández, cuya entrega se realizó el 8 de septiembre, como “representación de una generación de asturianos y asturianas a la que le debemos la libertad y la democracia plasmadas en la Constitución de 1978.”
El 7 de febrero de 2024, en un encuentro celebrado en la Casa del Pueblo de Pola de Laviana -que lleva su nombre- se organizó un acto con motivo de su 90 cumpleaños en el que se presentó, además, su biografía “Pablo García: el ejemplo discreto” obra del escritor Francisco Trinidad y en el que participó, entre otros Adrián Barbón, Presidente del Principado de Asturias y Secretario General de la Federación Socialista Asturiana, considerado "hijo político" de Pablo García.